# Reepenia bidentata
Reepenia bidentata là một loài Hymenoptera trong họ Halictidae. Loài này được Smith mô tả khoa học năm 1863.